# Keïta Fadiala
Fadiala Keïta fue un diplomático guineano.
- De 1951 a 1955 se dedica su profesión como abogado en Francia y, posteriormente, hasta 1958, en Guinea.
- En 1958, cuando Guina recibió independencia se convirtió en miembro de la Corte de Apelaciones.
- En 1961 y en 1962 fue presidente de la Corte de Apelaciones y del Tribunal Supremo.
- De 1962 a 1967, ocupó el oficio de procurador general.
- De 1967 al 06 de mayo de 1969 fue embajador en Moscú en la Unión Soviética, con jurisdicción sobre la mayor parte de los países de Europa del Este y Finlandia.
- Del 24 de abril de 1969/06 de mayo de 1969 al 27 de abril de 1971  fue Embajador en Washington, D. C..[1]

- Como director general de la Office des bauxites de Kindia (Compagnie des bauxites de Guinée), Fadila Kéita fue detenido y murió en prisión en Conakry.[2]